# Eulalia Pérez Sedeño
Eulalia Pérez Sedeño   (Asilah, 6 d'abril de 1954) és una filòsofa especialista en estudis de gènere en la ciència i la tecnologia i professora d'investigació al Departament de Ciència, Tecnologia i Societat de l'Institut de Filosofia del Consell Superior d'Investigacions Científiques (CSIC).

## Biografia
Eulalia Pérez Sedeño es va llicenciar en Filosofia per la Universitat Autònoma de Madrid (UAM) el 1976 i es va doctorar per la mateixa universitat el 1985 amb una tesi sobre la  Història de l'Astronomia Antiga , més concretament, sobre el paper de la teoria, l'experiència i l'observació a l'Astronomia Antiga.
El 1988 va realitzar una estada de recerca a la Universitat de Cambridge acollida pel professor Geoffrey Lloyd. Va ser en aquesta època quan va començar a investigar sobre l'antiguitat i les dones, el que va donar origen als seus estudis de gènere que va continuar a la seva tornada a Espanya aquest mateix any, quan Celia Amorós li va demanar que fes alguna cosa sobre gènere o feminisme i antiguitat. El 1993 va publicar el que va ser el primer que es va editar a Espanya sobre gènere i ciència a la revista ARBOR: Ciencia, Pensamiento y Cultura, el Número especial Mujer y Ciencia . Mentre estava a la Universitat de Califòrnia, a Berkeley el 1994, Eulalia Pérez Sedeño va iniciar la seva investigació en el que actualment es coneix per  Estudis de ciència, tecnologia i gènere.
El 1999 va ser nomenada catedràtica de Lògica i Filosofia de la Ciència per la Universitat del País Basc (UPV), on va estar fins al 2002 quan es va incorporar a l'Institut de Filosofia del (CSIC).
Des de 1996 forma part del Comité Científic del "Congreso Iberoamericano de Ciencia, Tecnología y Género", congrés bianual que es realitza alternativament a Espanya i en un país iberoamericà, l'última edició va ser a l'octubre de 2014 al Paraguai., l'anterior i l'última edició a Espanya va tenir lloc a Sevilla en 2012
Entre 2006 i 2008 va ser directora general de la Fundación Española para la Ciencia y la Tecnología (FECYT).
Actualment és Professora d'Investigació en Ciència, Tecnologia i Gènere del Departament de Ciència, Tecnologia i Societat l'Institut de Filosofia del CSIC, i també és la directora d'aquest departament.

## Investigació
Ha investigat en Història de la ciència antiga i de les institucions científiques, així com en  Filosofia de la Ciència, en  Ciència, Tecnologia i Societat (CTS), en  Percepció i comunicació de la ciència i en Ciència, Tecnologia i Gènere. Ha participat en nombrosos projectes nacionals i internacionals i ha dirigit diversos projectes d'investigació entre els quals destaquen:
- Ciència i valors: el gènere a les teories i institucions científiques  (1996-1999, finançat per la CICYT)
- De les teories científiques a la cultura i pràctica científic-tecnològiques  (1999-2002, finançat pel Ministeri de Ciència i Tecnologia)
- GENTEC: Gènere, tecnologia i ciència a Iberoamèrica  (2002-2004, finançat per la OEI i la UNESCO)
- La situació de les dones en el sistema educatiu espanyol i en el seu context internacional  (2003, Ministeri d'Educació, Cultura i Esports)
- Els programes de formació i mobilitat del personal investigador de flux directe i invers: problemes, reptes i solucions  (Ministeri d'Educació i Ciència, 2005)
- Interaccions CTS en Ciències Biosocials i Tecnologies Mèdiques  (CICYT 2004-2006)
- Ciències i tecnologies del cos des d'una perspectiva CTS  (Ministeri d'Educació i Ciència 2007-2009)
- Una situació singular, un univers per descobrir  (CSIC, 2008-2009),
- Cartografies del cos  (Ministeri de Ciència i Innovació, 2010-2012)
- Visions i versions de les tecnologies biomèdiques: governança, participació pública i innovacions ocultes  (Ministeri d'Economia i Competitivitat, 2013-2015)

## Premis i reconeixements
- Presidenta de la Societat de Lògica, Metodologia i Filosofia de la Ciència a Espanya (2000-2006)
- Va ser sòcia fundadora de l'Associació de Dones Investigadores i Tecnòlogues i vicepresidenta (2001-2006).[12]
- Coordinadora Adjunta de l'àrea de Filologia i Filosofia de l'Agència Nacional d'Avaluació i Prospectiva (ANEP) de la Direcció General d'Investigació Científica i Tècnica, actualment al Ministeri d'Economia i Competitivitat (2005-2006)

El 2001 va rebre el IX Premi de Divulgació Feminista "Carmen de Burgos" pel seu article La invisibilidad y el techo de cristal que atorga la Universitat de Málaga des de l'any 1993.

## Publicacions
Ha publicat i editat nombrosos llibres i articles. Les seves publicacions recents més destacades: 
- MUJER Y CIENCIA. La situación de las mujeres investigadoras en el sistema español de ciencia y tecnología (2008) [15]
- Ciencia, tecnología y valores desde una perspectiva de género  (2005)[16]
- Igualdad y equidad en Ciencia y Tecnología en Iberoamérica  (2008)[17]
- Mitos, creencias, valores: cómo hacer más «científica» la ciencia; cómo hacer la «realidad» más real (2008)[18]
- Conocimiento e innovación  (2009)[19]
- Un universo por descubrir. Género y Astronomía en España  (2010)[20][21]
- Lenguaje y Ciencia(2011)[22]
- Cuerpos y diferencias  (2012)[23]
- Crossings on Public Perception of Biomedicine: Spain and European IIndicators  (2012)[24]
- Cartografías del Cuerpo "Biopolíticas de la Ciencia y la Tecnología" (2014)[25]